# 施塔特湖 (施特拉斯堡)
53°30′4″N 13°45′11″E / 53.50111°N 13.75306°E

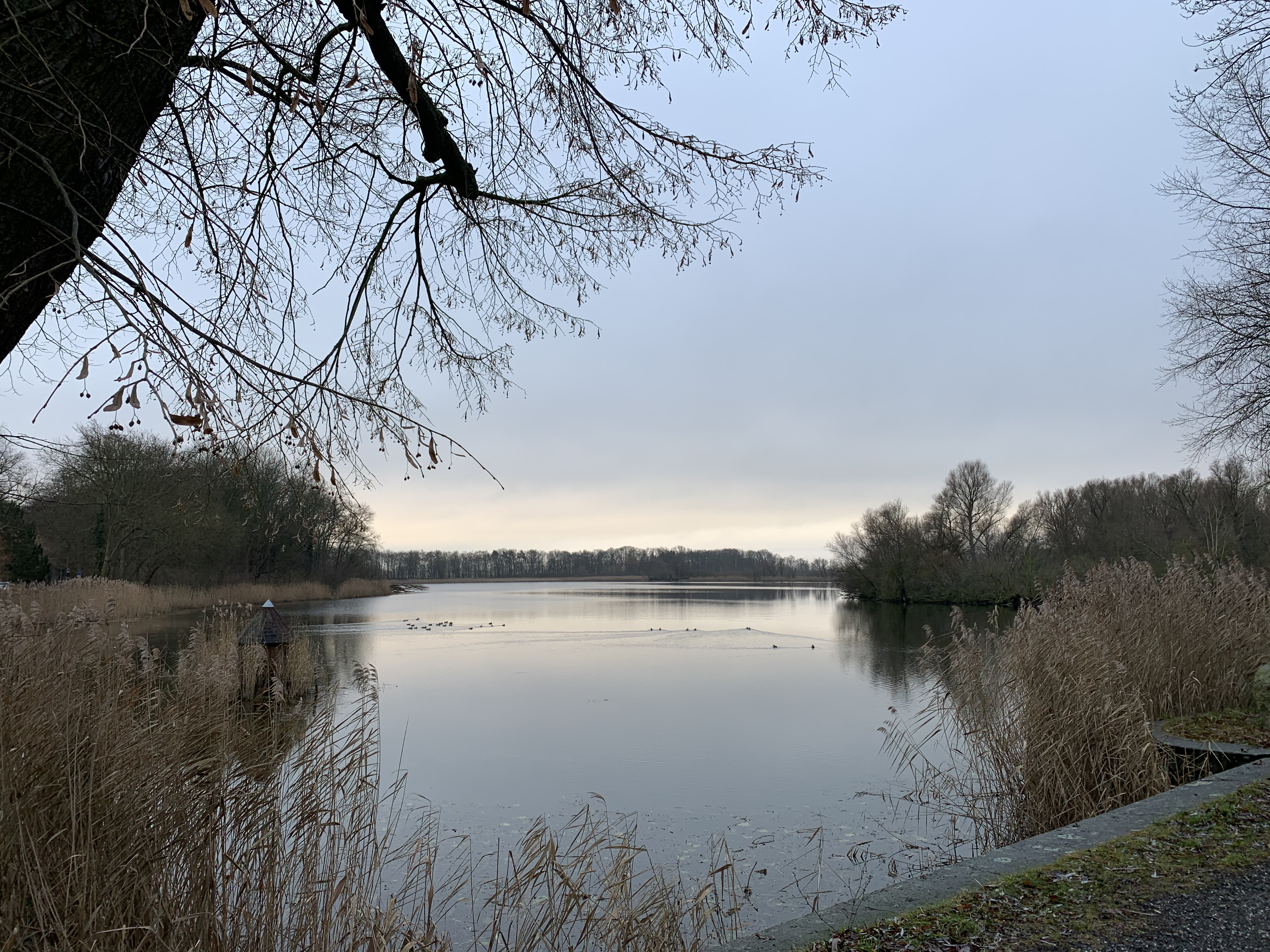

施塔特湖（德語：Stadtsee），是德國的湖泊，位於該國東北部梅克倫堡-前波美拉尼亞州，由前波美拉尼亞-格賴夫斯瓦爾德縣負責管轄，長0.6公里、寬0.4公里，面積0.26平方公里，海拔高度56米，最大水深2.5米。